# 先知以利亚教堂 (塞萨洛尼基)
先知以利亚教堂 (希臘語：Ναός Προφήτη Ηλία) 是希腊塞萨洛尼基的一座14世纪拜占庭教堂，联合国教科文组织公布的世界遗产。
教堂坐落在古城的上城，建于巴列奥略王朝时期。在奥斯曼帝国时代，它被称为Saraylı 清真寺。传统上认为它是 Nea Moni 修道院的教堂，于1360–1370年兴建在于1342年被狂热者起义摧毁的一座宫殿遗址上.。然而现代研究者对此产生了怀疑，因为 Nea Moni修道院在奥斯曼帝国时代运营良好，而 Badrah穆斯塔法·帕夏在1430年占领该城后立即将先知以利亚教堂改造成一个清真寺。有人认为该堂是更为重要的 Akapniou 修道院的教堂.